# Vladimir Soroka
Vladimir Soroka es un jinete soviético que compitió en la modalidad de concurso completo. Ganó dos medallas de plata en el Campeonato Europeo de Concurso Completo, en los años 1971 y 1973.

## Palmarés internacional
| Campeonato Europeo | Campeonato Europeo     | Campeonato Europeo | Campeonato Europeo |
| Año                | Lugar                  | Medalla            | Categoría          |
| ------------------ | ---------------------- | ------------------ | ------------------ |
| 1971               | Burghley (Reino Unido) | Medalla de plata   | Por equipos        |
| 1973               | Kiev (URSS)            | Medalla de plata   | Por equipos        |